# 活泼红螯蛛
活泼红螯蛛（学名：Chiracanthium lascivum）为管巢蛛科红螯蛛属的动物。分布于朝鲜、日本、台湾岛以及中国大陆的浙江、四川等地。该物种的模式产地在日本。